# 村沢裕子
村沢 裕子は、室内楽奏者。アルモニア・ムジカ代表。現在公益財団法人音楽鑑賞振興財団理事も務める。
武蔵野音楽大学出身。